# Ami Camilla Wester
Eva Camilla "Ami" Wester, född 2 mars 1982 i Brännkyrka församling, Stockholms län, är en svensk skådespelare.

## Filmografi
- En klass för sig - 2000
- Brottsvåg - 2000
- Barn av vår tid - 2005
- Svensson Svensson - 2007–2008
- 2020 – Fullt hus (TV-serie)